# Anet
L'anet o fonoll pudent (Anethum graveolens), és una espècie de planta amb flors dins el gènere Anethum de la família de les apiàcies. És nativa del nord d'Àfrica, la península Aràbiga i l'Iran.
Addicionalment pot rebre els noms d'anet pudent, angèlica borda, comí i fenoll pudent. També s'han recollit les variants lingüístiques anat, ànec, anega, aneldo i onet.

## Descripció

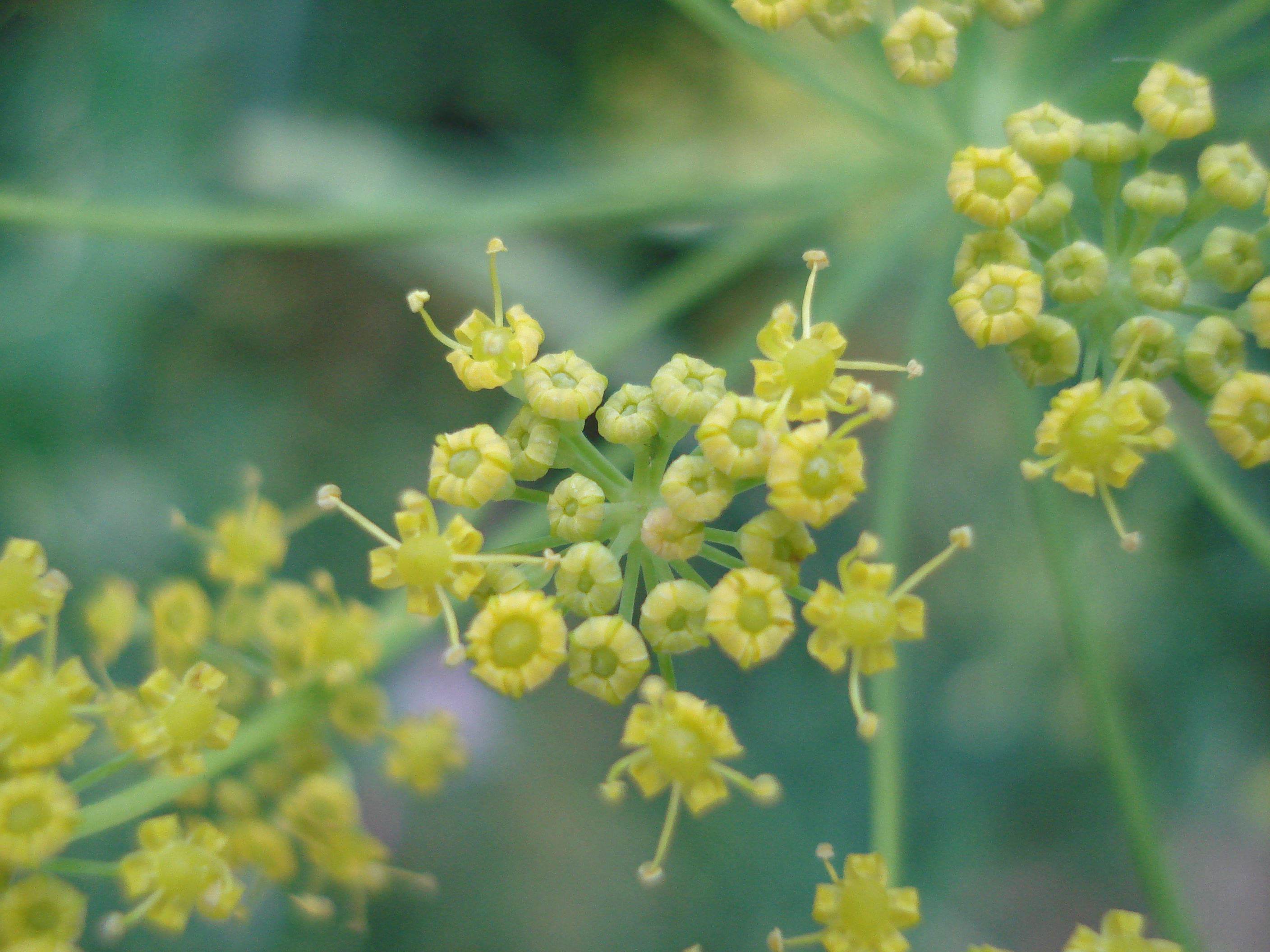
Detall de flor

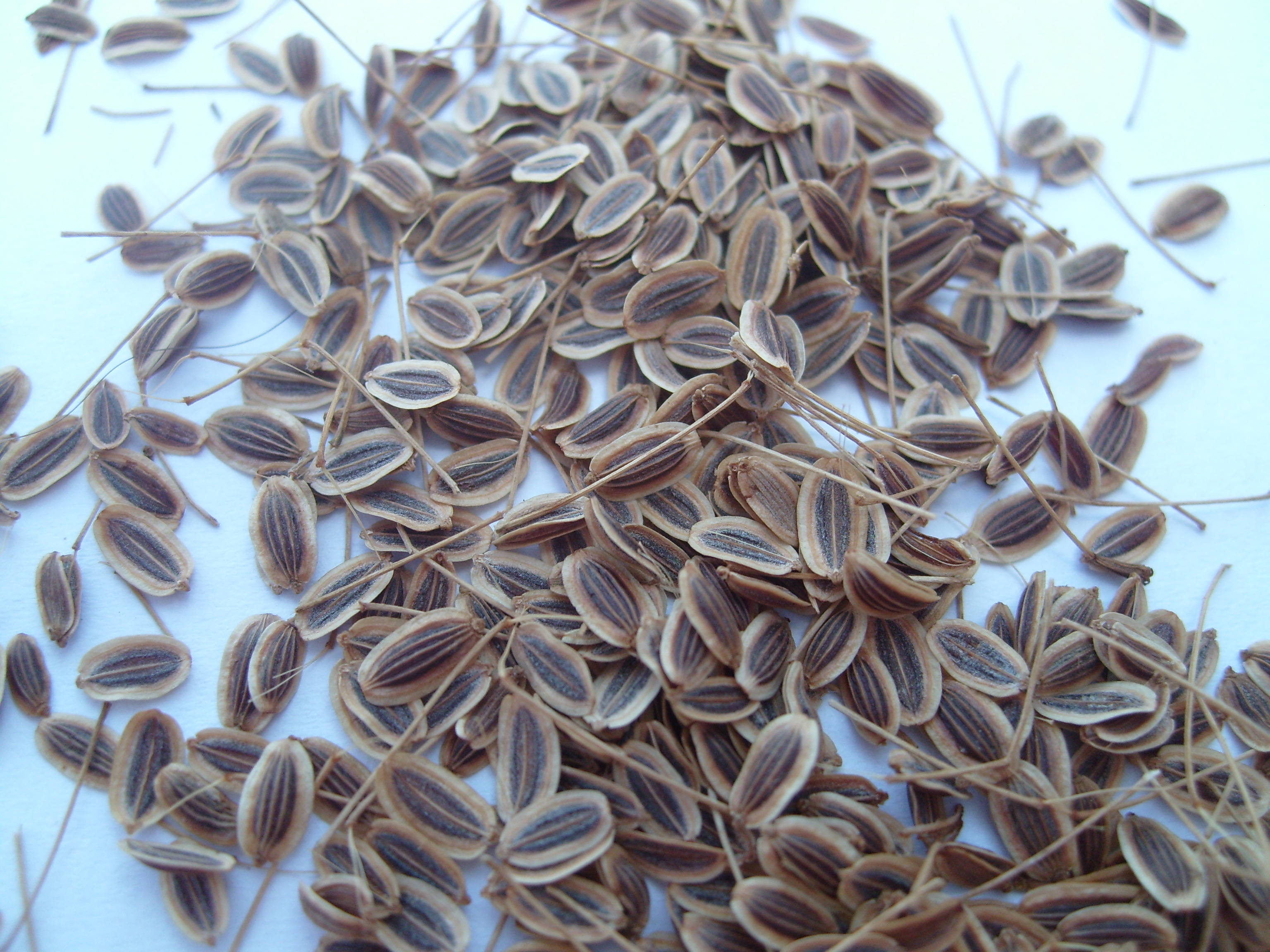
Detall de la llavor

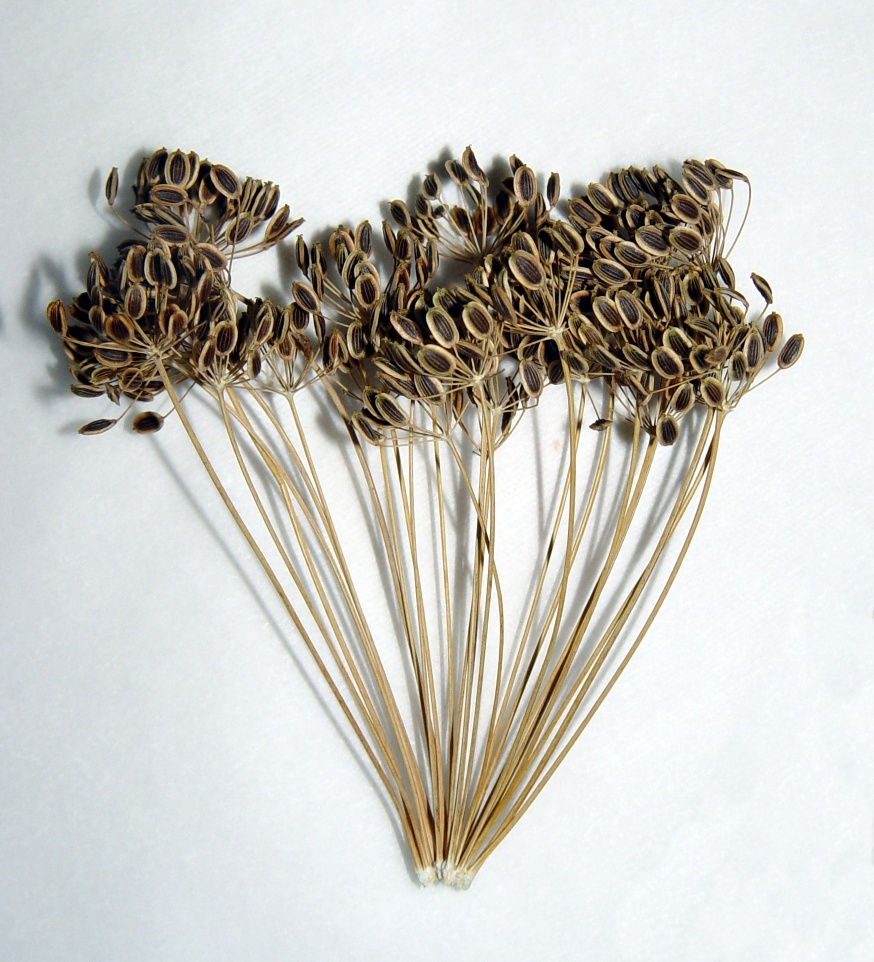
Una umbel·la dessecada

És una herba anual de fins a 60 cm d'alt. La tija és prima i les fulles són de disposició alternada i finament dividides. Les flors són blanques o grogues disposades en umbel·les de fins a 9 cm de diàmetre. Les llavors fan uns 4 mm de llarg i 1 mm de gruix.
L'anet és una planta herbàcia anual d'altura entre 25 i 50 cm, encara que les tiges ramificades poden arribar a un màxim d'un metre.
L'arrel és feble i axonomorfa, llarga i subtil. A més a més és pivotant i d'olor fètida.
La tija és prima amb branques alternes no espinoses i glabres. És verda, buida i llisa, es ramifica a la punta i sosté un gran nombre d'umbel·les planes de flors grogues que floreixen a mitjans d'estiu.
Les flors tenen cinc pètals grocs i enters oblongs, suborbiculars amb l'àpex corbat cap endins. Tenen dos mericarpis amb cinc costelles, les tres dorsals sortints, filiformes i les dues laterals dilatades en una ala plana. Tenen dos estils i sèpals no finament pinnatisectes. Calze absent. Les bràctees de l'involucre són pràcticament nul·les, enteres i poc dividides, si n'hi ha. Tenen cinc estams alternipètals. La inflorescència racemosa del tipus umbel·la composta, que fa fins a 20 cm de diàmetre i 12-30 cm de radi, amb múltiples flors ni esfèriques ni plomoses.
Les fulles són extremadament primes, semblants a plomes, de color verd fosc. Són caduques i estan finament dividides en lacínies filiformes. La majoria són tritetrapinnaisectes, lineals, caulinars, disposades de manera alterna, sense estípules i glabres. Estan mucronades, les superiors sèssils, sobre una beina més curta que el limbe.
Els fruits són oval-el·líptics d'uns 4-6 mm, color bru fosc, les costes laterals estan eixamplades, amb dues ales estretes i pàl·lides.
Les llavors són planes, ovalades i de color blanc trencat, amb un gust lleugerament amarg.

## Farmacologia
En general, totes les parts de l'anet són utilitzades (fruit, fulles i llavors). És hipolipidèmic, digestiu, diürètic, carminatiu, antisèptic, i aperitiu; les llavors són les que ens permeten obtenir un efecte antitussigen i antimiàlgic. Té acció cardioprotectora, ja que disminueix la concentració de lípids en sang. Indicat per a dispèpsies, meteorisme i espasmes gastrointestinals. La infusió també en té propietats curatives i s'utilitza per a facilitar la digestió, estimular el fetge i la producció de llet en mama. S'utilitza també per a netejar i desinfectar ferides i cremades. L'oli essencial causa fitofotodermatitis (furanocumarines); en dosis elevades és convulsionant.

## Història
S'ha utilitzat en rituals xamànics del nord d'Europa i Sibèria. A l'Europa oriental es regalava als sants perquè ajudessin a trobar els objectes perduts. El posaven als bressols per a protegir els infants. A l'entrada de les cases se'n penjaven branques cap per avall, ja que, en assecar-se, les llavors es dispersen pel llindar. Les dones kirguises es perfumaven amb fonoll fètid, que extreien de les arrels, per a rebre els seus marits quan tornaven de les expedicions guerreres. Entre la noblesa de la Rússia tsarista les llavors eren considerades afrodisíaques.

## Ecologia
Es distribueix per l'Europa meridional, Egipte, Àsia Menor i Àfrica del Nord. Al Principat es troba bàsicament per la zona baixa de la vall de l'Ebre. L'anet s'adapta bé a tots els ambients, però és particularment sensible als vents forts, a les glaçades i pluges persistents. Viu en camps de baixa altitud, fins a 500-600 m.

## Cultiu
L'anet no és de clima fred, sec ni massa plujós; encara que pot arribar a viure en zones lleugerament fredes, prefereix els climes temperats-càlids. Viu en camps de baixa altitud, fins a 600 m. És important triar un lloc assolellat, ben drenat, ja que s'ha de mantenir el sòl humit, especialment en dies secs. El terreny ha de ser adobat amb anterioritat, és convenient que després de l'adobat hi hagi hagut una collita. El lloc de sembra s'ha de mantenir net de malesa i la terra sempre humida, ja que les plàntules són molt delicades.
Se sembra a partir de la primavera i en fileres de 25 cm de distància entre si, pressionant les llavors contra el sòl. La germinació se'n produeix entre els 14 i 21 dies. Cal deixar uns 30 cm entre planta i planta. Té un creixement ràpid i necessita un reg regular.
Es poden utilitzar herbicides selectius en el cas de cultius comercials per prevenció. El linuró s'aplicarà en dosis d'1,5 kg/ha de producte comercial; prometrina en dosis de 2 kg/ha de producció comercial. L'acció d'aquests herbicides és sobretot antigerminadora, per tant s'han d'administrar en el sòl humit després de la sembra.
És important saber que les arrels de l'anet són dèbils i generalment no suporten cap trasplantament.
Els cultius d'anet són també propensos a l'atac d'Alternaria sp., la qual cosa provoca importants pèrdues econòmiques en el cas que la malaltia es desenvolupi amb força.
És molt interessant la producció de llavors a nivell comercial, al mercat se'n venen a preus alts.
La recol·lecció de llavors es fa tallant les tiges quan les flors han adquirit un color bru fosc. A continuació es corda una bossa de paper sobre cada flor i es penja cap per avall.
Per a obtenir-ne els olis essencials, es destil·la la planta fresca recol·lectada quan maduren els fruits o bé per destil·lació d'aquests amb vapor d'aigua. Per a la producció d'olis essencials a partir de les parts verdes, aquestes han de ser recol·lectades quan el contingut en essència és màxim. Això passa al final de la floració, quan les llavors encara són verdes i comencen el desenvolupament dins de les umbel·les. Després d'aquest moment el contingut en oli essencial de les parts verdes comença a decréixer.
Per a assecar la planta s'ha de fer en un lloc ben ventilat. Quan ja és seca, es guarda en recipients de vidre tancats hermèticament.
És important tallar l'anet només quan el temps sigui sec i no hagi plogut anteriorment.
Les fulles i les tiges es cullen quan la planta arriba als 25 cm d'altura. Es pot utilitzar fresca o servar a la nevera per a un ús posterior. Amb aquest fi es guarda en bosses de plàstic i se sotmet a congelació ràpida.
Els majors rendiments en oli essencial (en % de matèria seca) es donen en el moment de la completa floració. A partir d'aquest moment, com més es retardi la recol·lecció, el contingut en oli essencial, tant de fulles com de tiges, umbel·les i rels, serà significativament inferior a l'òptim. Si el nostre objectiu és la producció d'olis essencials hem d'esperar a la completa floració per a l'operació de recol·lecció.

## Usos culinaris

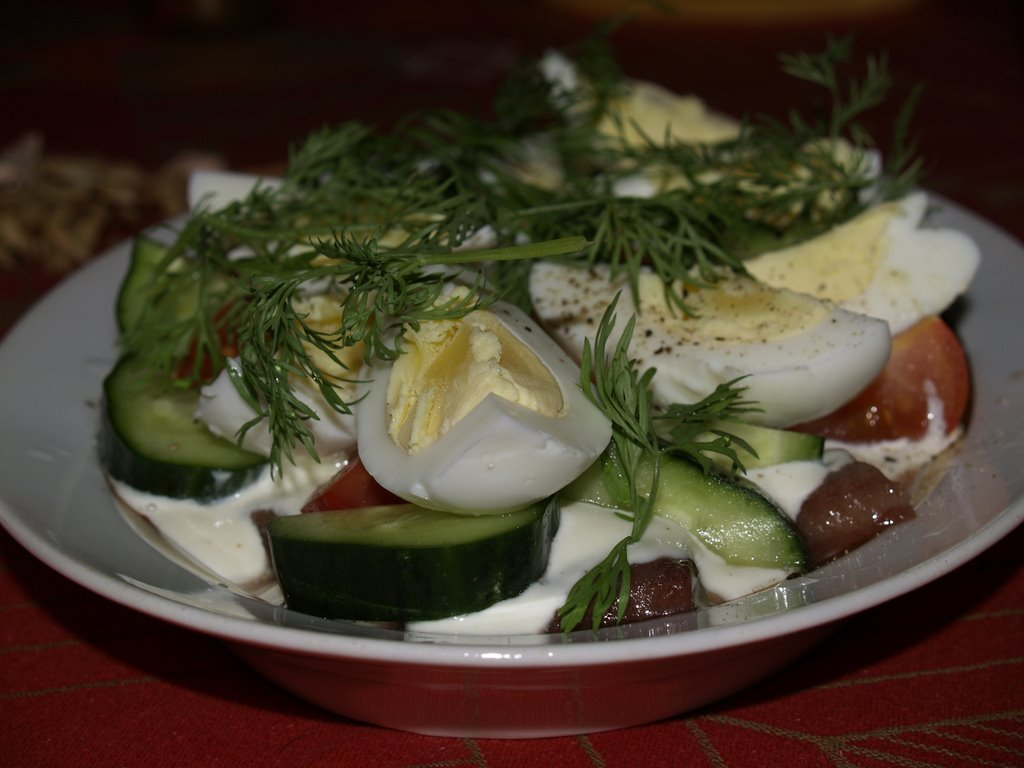
Areng a la danesa amb amanida, maionesa i fulles d'anet

L'anet és dolç, aromàtic i lleugerament amarg. És preferible utilitzar-lo fresc, ja que quan s'asseca perd molt d'aroma.
S'utilitza en conserves de vinagre juntament amb llorer i pebre. És famós per la seva afinitat amb el peix i per la utilització en els adobats.
És una herba molt usada en la cuina escandinava: ingredient molt important del salmó marinat; s'utilitza també en les conserves de sardines i com a condiment en les conserves de cogombres.
A Alemanya i Europa oriental s'utilitza en adobats, com a conservant de la col fermentada i dels cogombrets i es coneix com a vinagre de fonoll.
A l'Europa continental és habitual l'ús de l'anet en tots els guisats de peix, ja que en millora el sabor i els fa més fàcils de digerir.
Al nord d'Europa, s'utilitza sovint en maioneses.
Les fulles fresques s'utilitzen en amanides, plats de peix (especialment el salmó) i en salses per a acompanyar el peix. Les fulles trossejades també poden utilitzar-se amb el iogurt, en plats de carn i verdures.
Les fulles fresques proporcionen millor sabor que les seques, ja que la cocció en disminueix el sabor. S'afegeix al plat poc abans de servir-lo.
Les llavors triturades es poden afegir a salses cremoses per a acompanyar pastissos de peix o també barrejades amb ceba; també amb el iogurt i per a acompanyar el salmó o el bacallà fresc.
Les llavors, les fulles, les flors fresques i els fruits es posen en vinagre per a preparar vinagre de fonoll.
També es poden utilitzar en la cuina les seves flors grogues, però s'ha de vigilar perquè tenen un sabor molt intens que recorda el comí.

## Galeria d'imatges

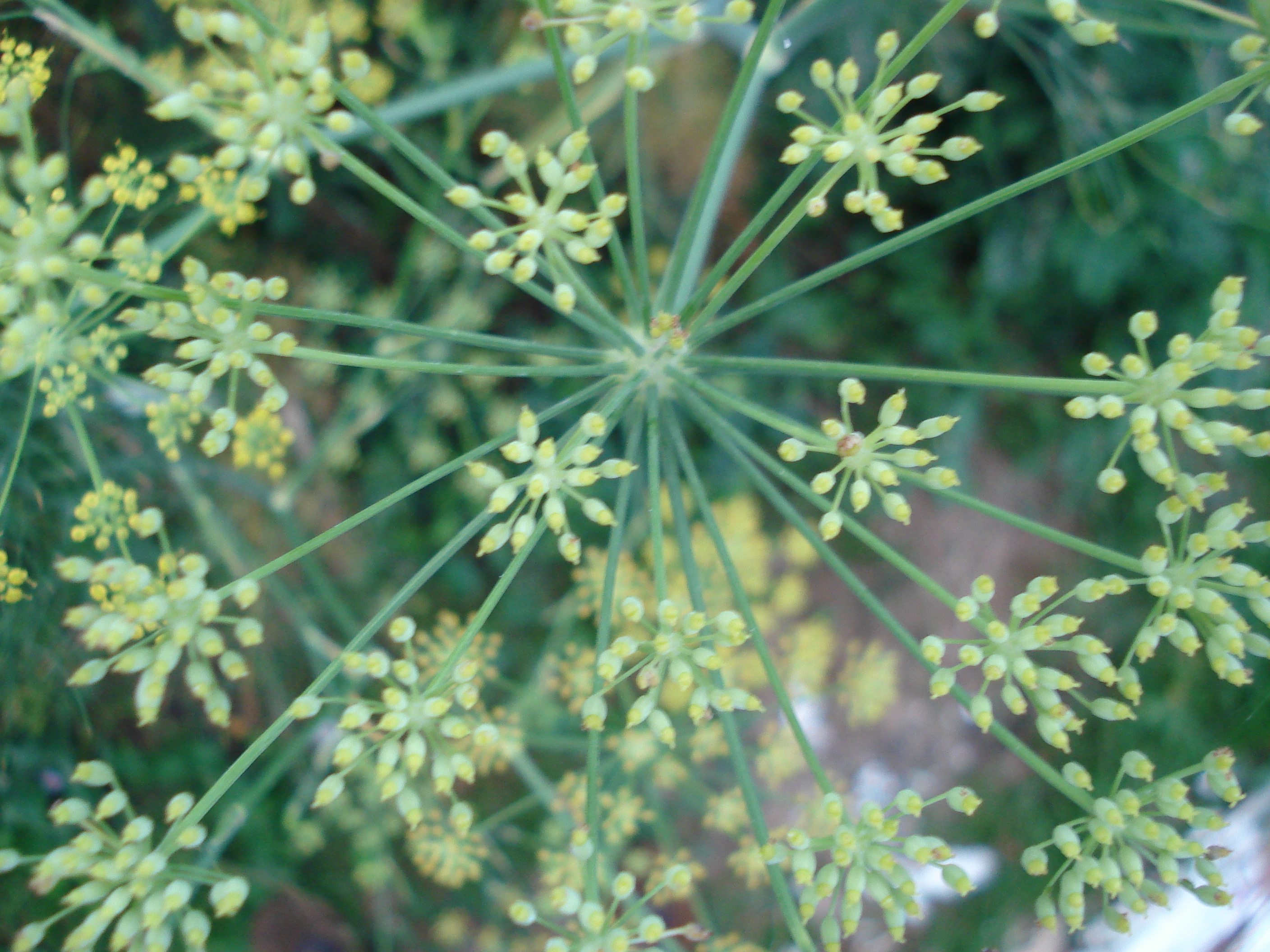
Detall d'inflorescència
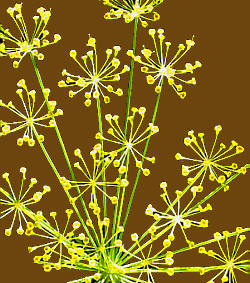
Detall d'inflorescència
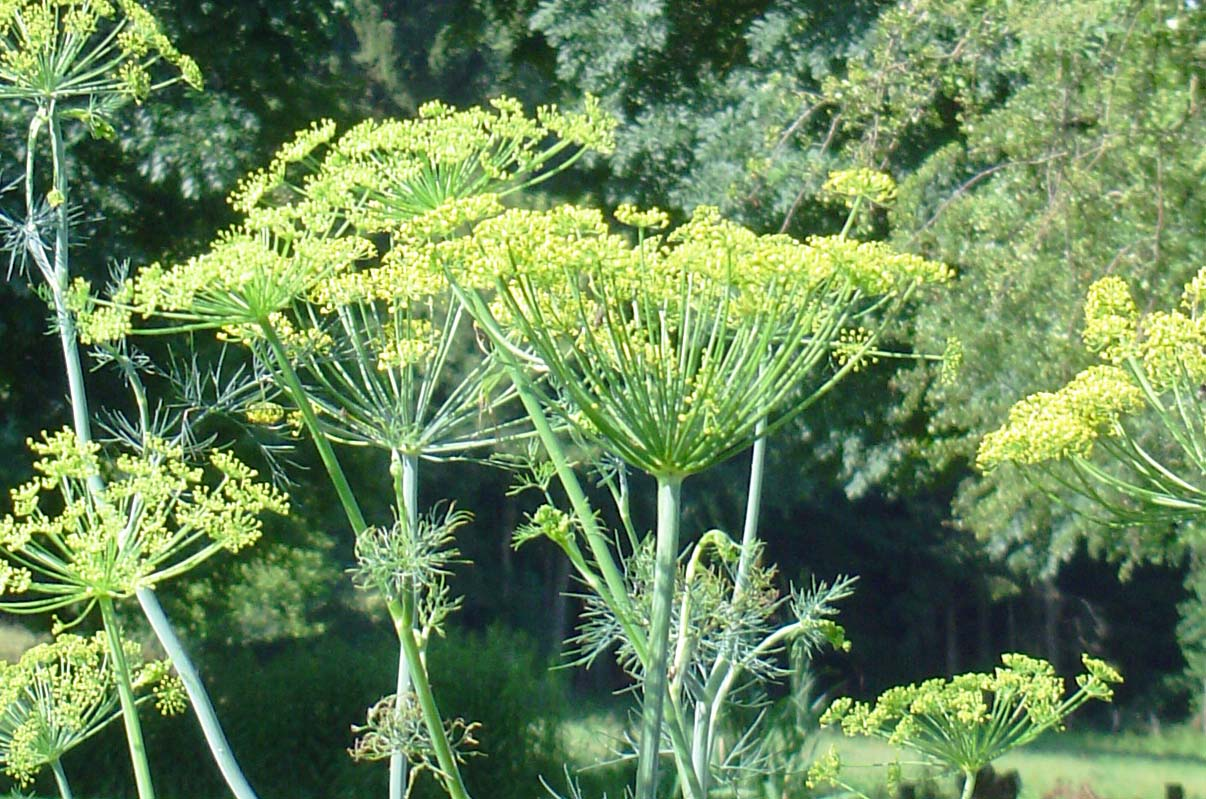
Aspecte general
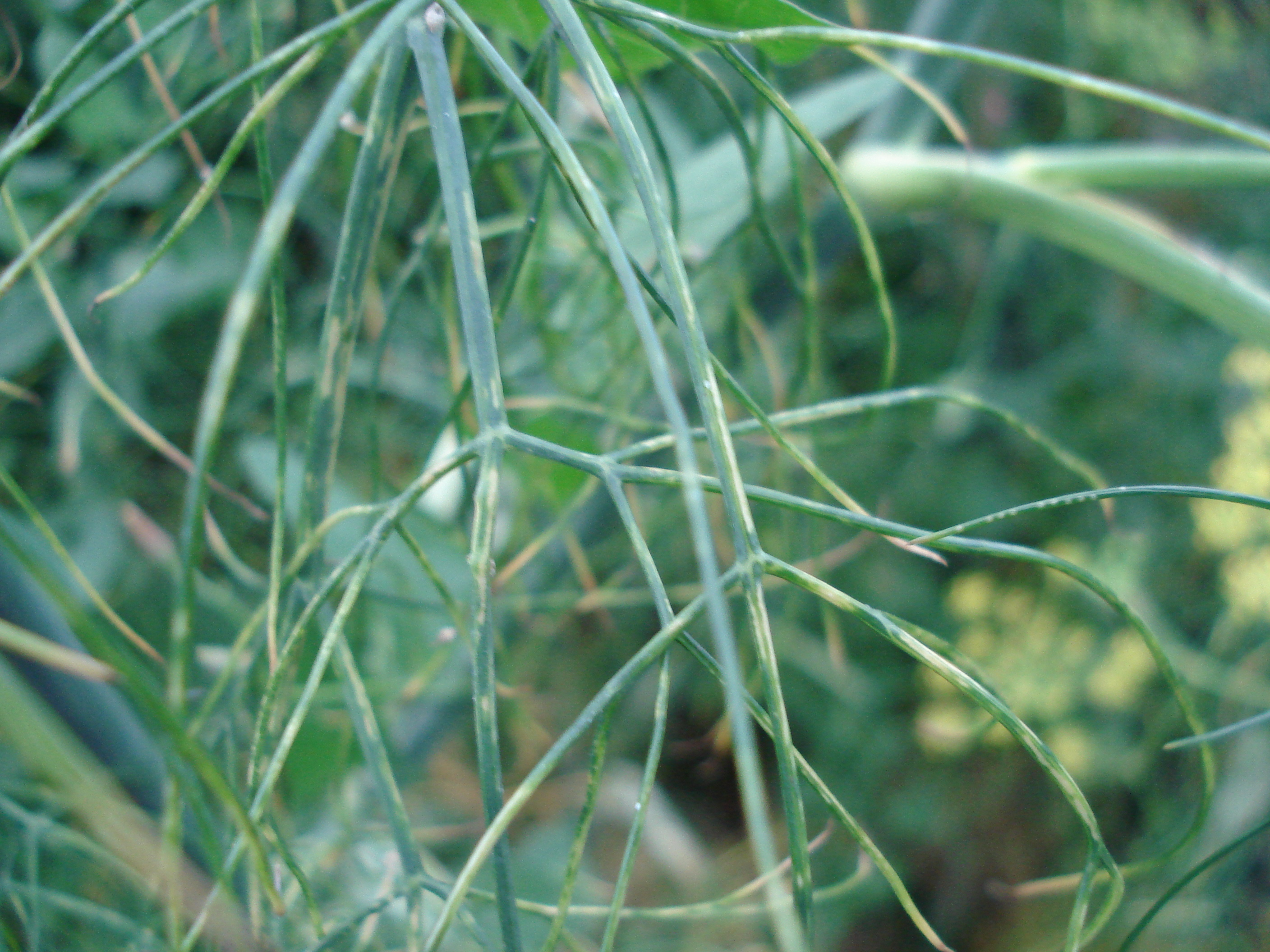
Detall de tija